# Колле-Сан-Маньо
Колле-Сан-Маньо (итал. Colle San Magno) — коммуна в Италии, располагается в регионе Лацио, в провинции Фрозиноне.
Население составляет 793 человека (2008 г.), плотность населения составляет 18 чел./км². Занимает площадь 45 км². Почтовый индекс — 3030. Телефонный код — 0776.
Покровителем коммуны почитается святой Магн из Ананьи, празднование 19 августа.

## Демография
Динамика населения:

## Администрация коммуны
- Официальный сайт: https://web.archive.org/web/20050409024006/http://www.collesanmagnoinforma.it/